# Noratus (stanowisko archeologiczne)
Noratus - średniowieczny cmentarz z największym światowym nagromadzeniem zabytkowych chaczkarów (ponad 800), znajdujący się we wsi Noratus, w marzie Gegharkunik w Armenii. Najstarsze tutejsze chaczkary datowane są na IX wiek n.e.

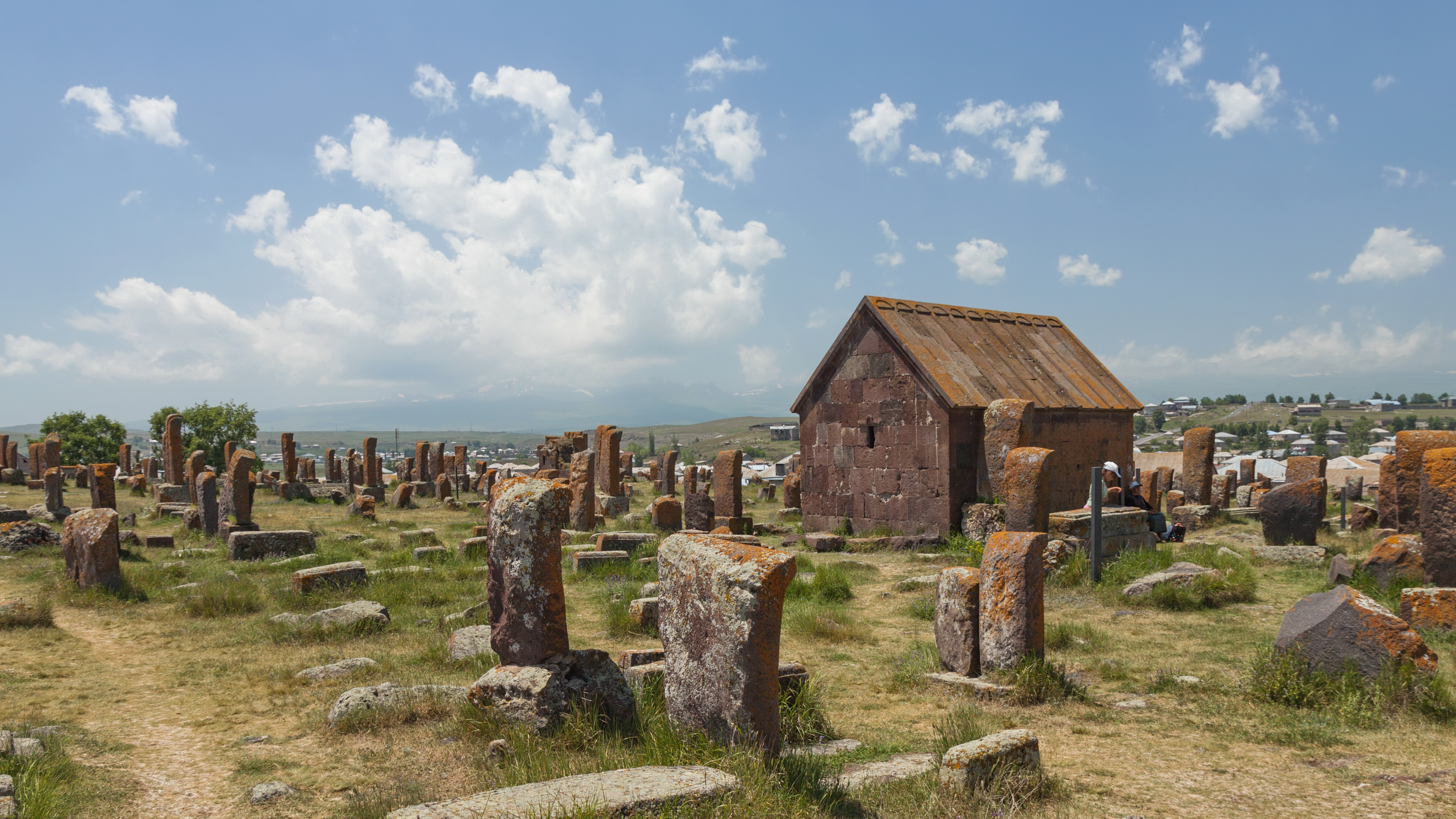
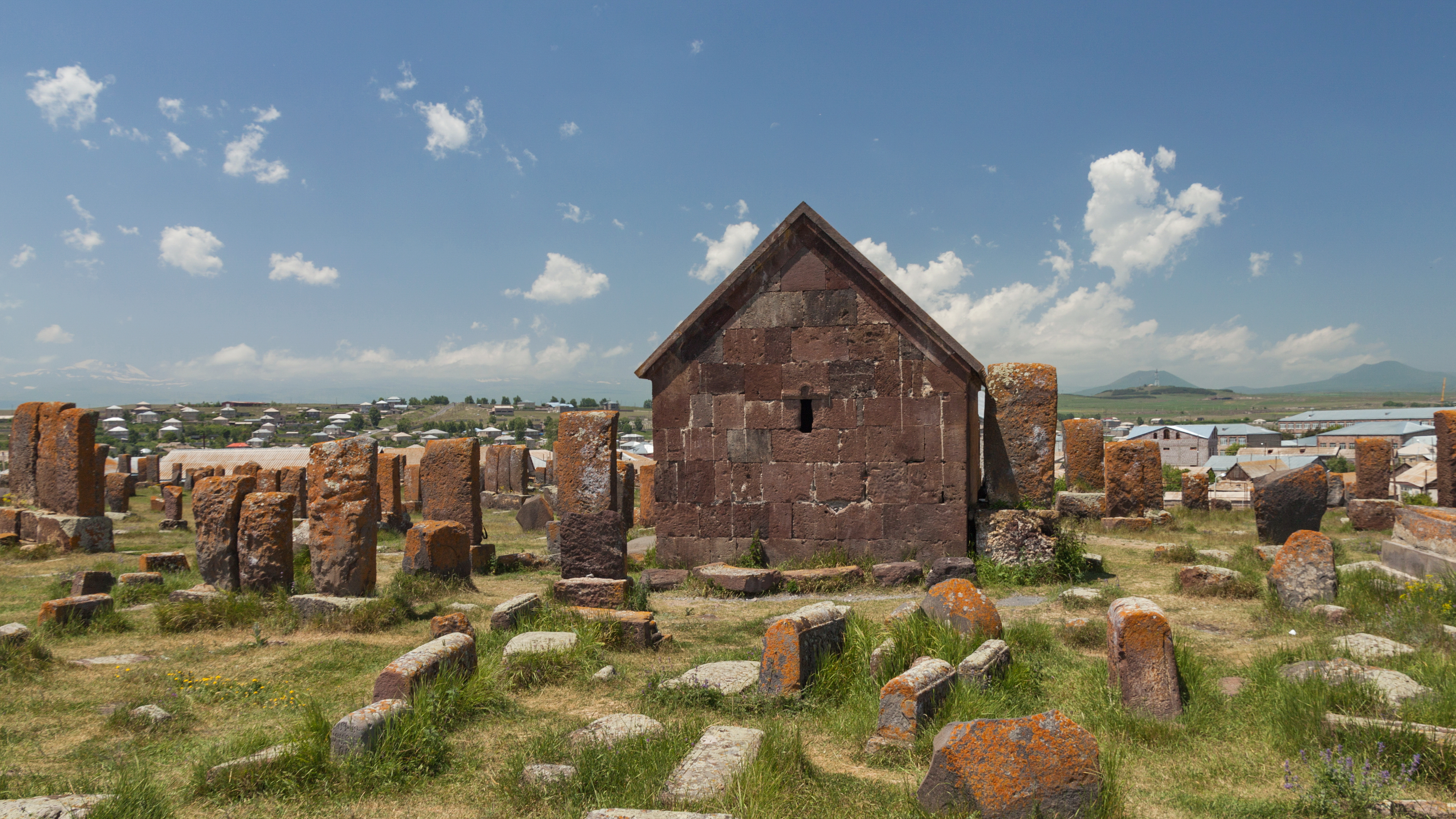
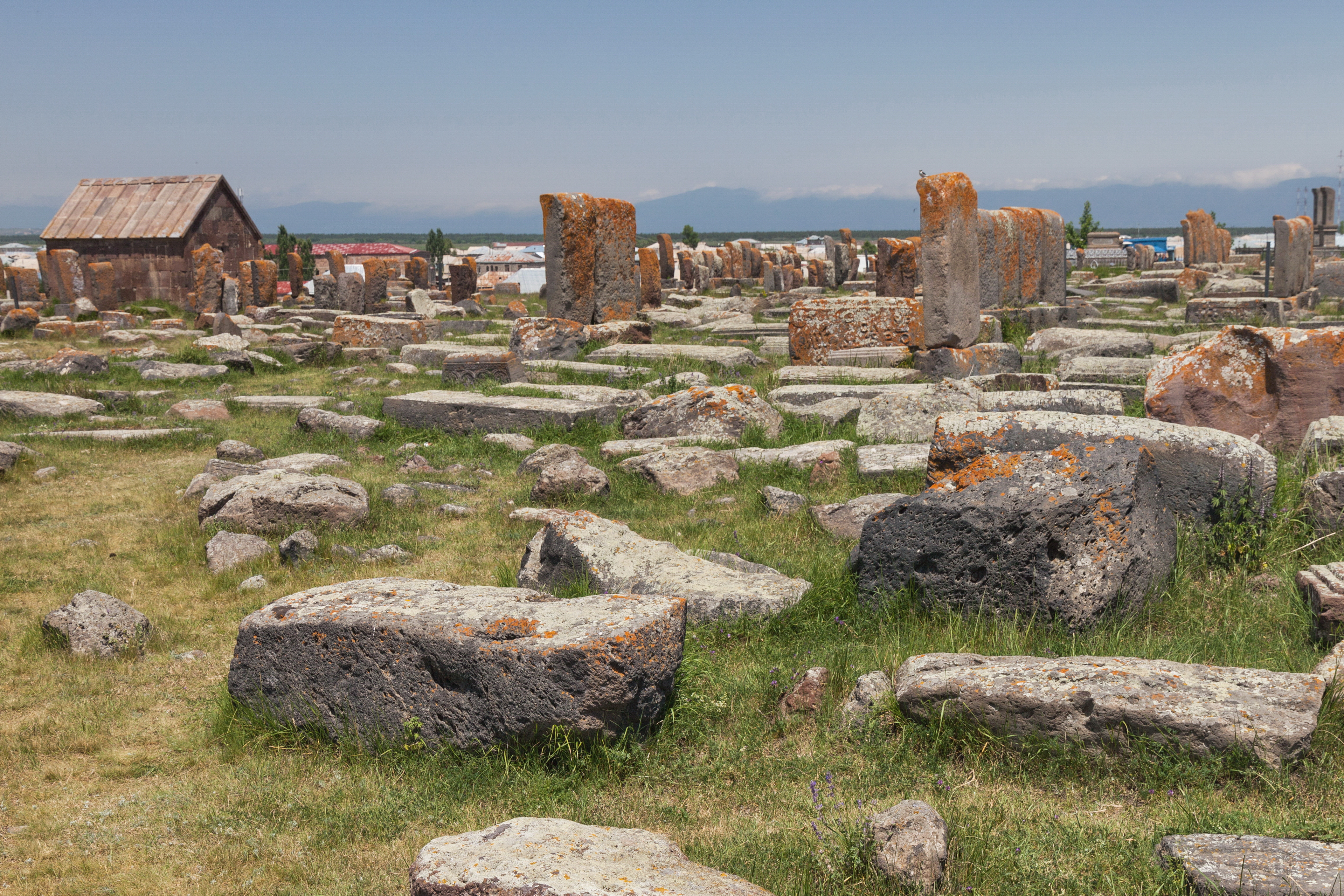
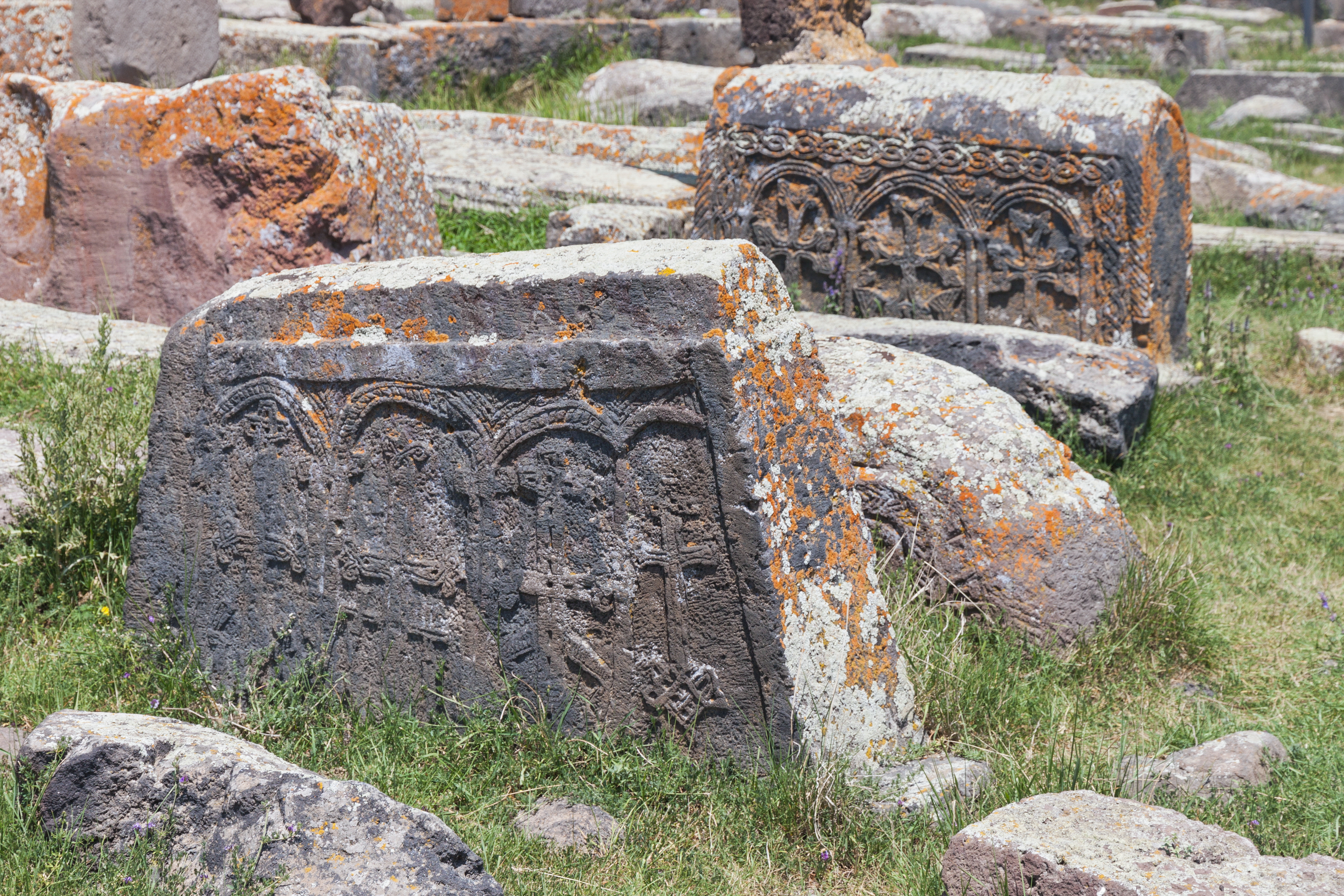
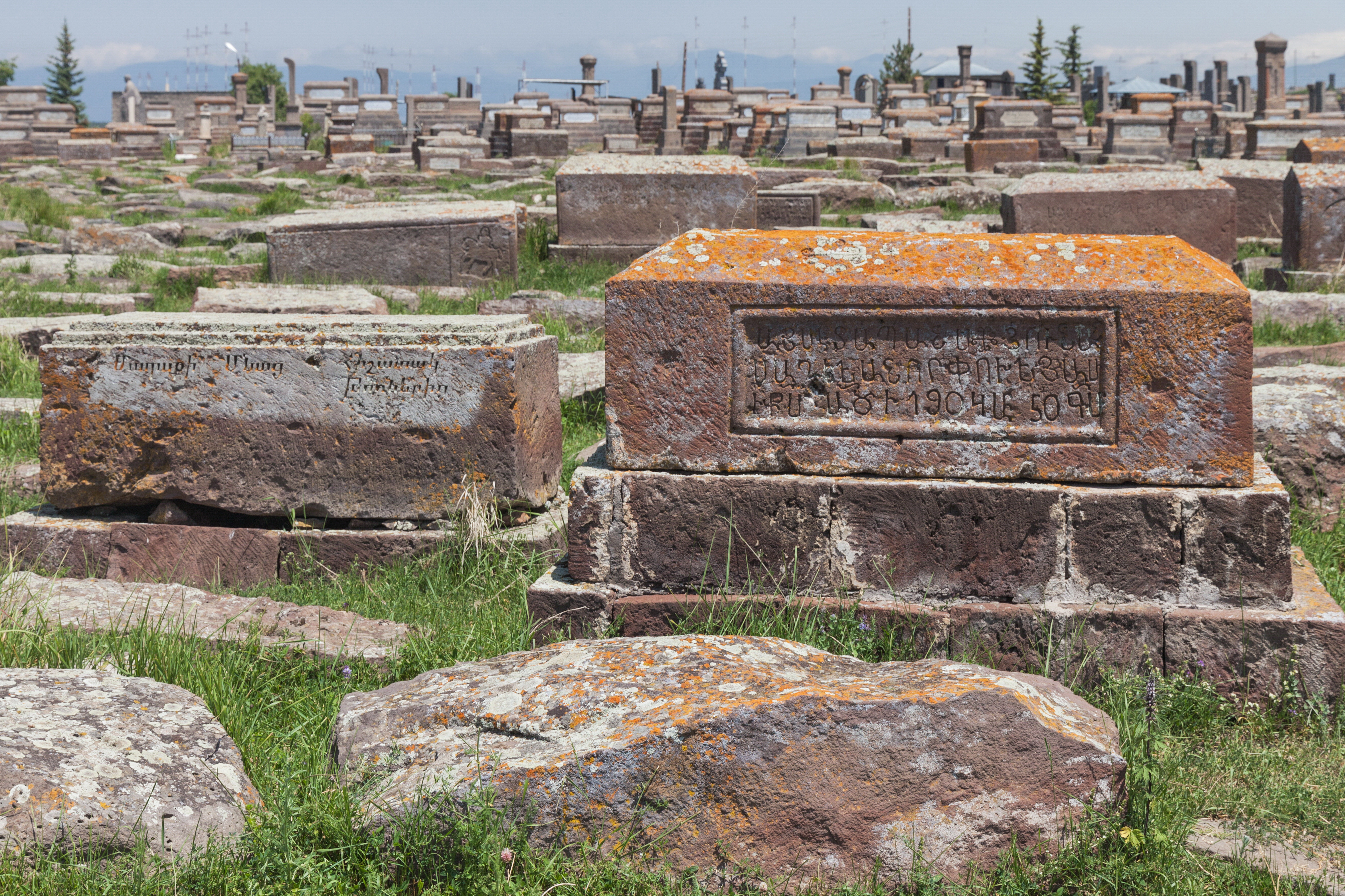
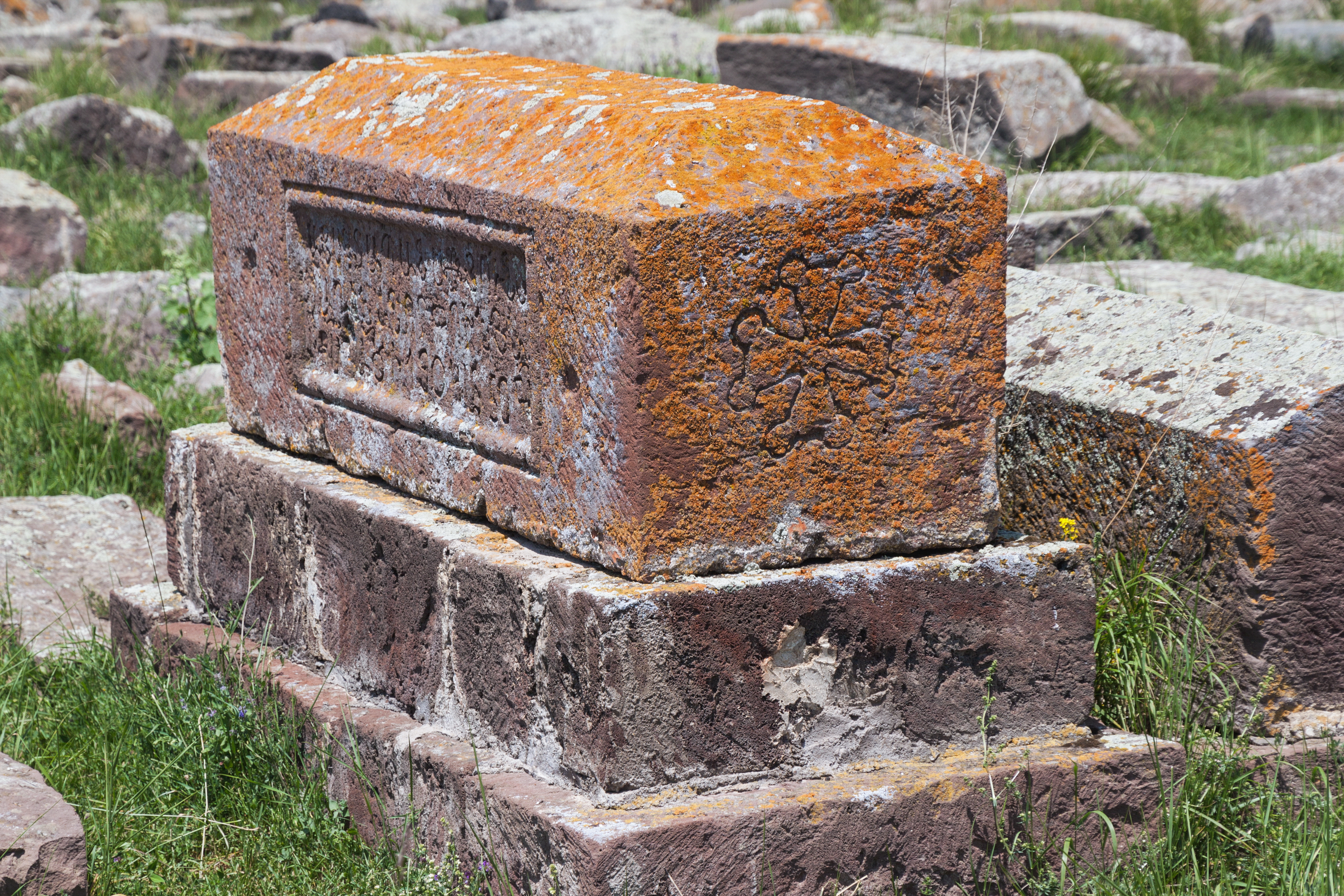